# مانلي كيمب
مانلي كيمب (7 سبتمبر 1861 في المملكة المتحدة - 30 يونيو 1951 في المملكة المتحدة) (بالإنجليزية: Manley Kemp)‏ هو لاعب كريكت بريطاني. لعب مع Kent County Cricket Club ‏ ونادي الكريكت في جامعة أكسفورد ‏.

## وصلات خارجية
- مانلي كيمب على موقع إي آس بي آن كريك إنفو (الإنجليزية)